# Fourka
Fourka (in greco Φούρκα?, in arumeno Furka) è una ex comunità della Grecia nella periferia dell'Epiro (unità periferica di Giannina) con 206 abitanti secondo i dati del censimento 2001.
È stata soppressa a seguito della riforma amministrativa, detta Programma Callicrate, in vigore dal gennaio 2011 ed è ora compresa nel comune di Konitsa.